# Шишкарі (Верхошижемський район)
Шишкарі́ (рос. Шишкари) — присілок у складі Верхошижемського району Кіровської області, Росія. Входить до складу Сирдинського сільського поселення.
Населення становить 9 осіб (2010, 13 у 2002).
Національний склад станом на 2002 рік — росіяни 100 %.